# Лончар, Беба
Десанка «Беба» Лончар (род. 28 апреля 1943, Белград) — сербско-итальянская киноактриса. Снялась в 52 фильмах в период между 1960 и 1982 годами. Известна ролями в кино 1960—1970-х годов. Впервые добилась «звёздного» статуса в родной Югославии, затем переехала в Италию, где также достигла немалого успеха.

## Ранние годы
Десанка Лончар выросла в белградском районе Дорчол, с ранних лет принимала участие в представлениях. В конце 1950-х годов получила опыт работы «на камеру», выступая в детских и молодёжных программах на недавно начавшем работу телевидении Белграда. Обучалась актёрскому мастерству под руководством режиссёра Софии Йованович, благодаря которой и состоялся кинодебют Лончар — эпизодическая, не попавшая в титры роль в картине 1960 года Diližansa snova.

## Карьера

### Дебют
Прорыв в кинокарьере Бебы Лончар состоялся, когда снялась вместе с парой других актёров-дебютантов, Борисом Дворником и Душицей Жегарац в антивоенной драме Франца Стиглица Девятый круг. Эта история еврейской семьи из Любляны времён Холокоста со временем получила большое признание критики.
Ещё до премьеры Девятого круга 16-летняя Лончар исполнила свою первую главную роль — красивой молодой девушки Сони Илич, в молодёжной комедии Любовь и мода.

### Начало карьеры в Югославии
Девятый круг, премьера которого состоялась в конце апреля 1960 года, собрал хорошие отзывы. Хотя главная роль Руфь Алкалай досталась другой начинающей актрисе — Душице Жегарац, работа Десанки Лонча над образом Магды также была встречена очень тепло. Фильм был отобран для конкурса на Каннский кинофестиваль 1960 года, куда обе актрисы, ещё даже не закончившие школу, отправились в мае, и где впервые вкусили блеска и гламура. Через несколько месяцев, в августе, фильм получил «Большую Золотую Арену за лучший фильм» на Кинофестивале в Пуле; и к тому же был представлен от Югославии на Оскар в номинации Лучший фильм на иностранном языке.
Вышедшая на экраны той же осенью картина Любовь и мода произвела сенсацию, подобно которой Югославия ещё не знала. Дерзкая история, подкреплённая поп-саундтреком, стала коммерческим хитом. Красота и обаяние Десанки Лончар, привносящие, наряду с Душаном Буладжичем, а также с признанными звёздами югославского кино Миодрагом Петровичем-Чкальей и Мией Алексичем, свежую струю в комедийный жанр, произвели неизгладимое впечатление на широкую аудиторию, проложили путь её карьере в кино.
Всего с двумя фильмами в послужном списке к концу 1960 года 17-летняя Десанка Лончар обрела статус национальной знаменитости. Вскоре она получила приглашение на главную женскую роль от режиссёра-дебютанта Александра Петровича, в его романтическую драму Двое — наряду с Михой Балохом и Милошем Жутичем. За роль загадочно-кокетливой столичной девушки Йованы Жрнич она в очередной раз получила массу положительных отзывов в прессе. Фильм вышел в конце июля 1961 года, а в следующем году был отобран в конкурсную программу в Канны. И хотя фестивального успеха Девятого круга эта картина не повторила, фильм Двое получил очень хорошие отзывы за новаторский подход, за долгожданный глоток свежего воздуха в югославском кино, которое до этого момента в основном производило жанровые ленты с очень конкретной и жёсткой структурой и выверенным нарративом. Фильм Двое знаменует собой первое появление Лончар на экране под прозвищем Беба, вместо настоящего имени Десанка. Эта практика будет продолжена до конца карьеры Лончар.
Уже полноправная кинозвезда Югославии и всенародный секс-символ, Лончар начала получать роли в иностранных картинах, снятых в Югославии. Первым опытом такого рода стало приглашение от Франца Антеля на второплановую роль Афры в австрийскую ленту …und ewig knallen die Räuber. Затем последовали несколько югославских проектов, в которых у Лочар были заметные роли, такие как комедия Софии Йованович Доктор (1962), в основе которой одноимённая книга Бранислава Нушича, и лента Земляки (1963) Здравко Рандича. Кроме того, Беба Лончар взялась за второстепенную роль в британском приключенческом экшене Джека Кардиффа Корабли викингов (1963). Фильм был полностью снят в Югославии, а партнёрами Лончар стали Ричард Видмарк, Сидни Пуатье, Расс Тэмблин и Розанна Скьяффионо. Позднее актриса признавалась, что роль Герды была ей предложена, поскольку утверждённая исполнительница в последний момент вышла из проекта. Кардифф был вынужден в срочном порядке просмотреть множество местных претенденток и остановил свой выбор на Лончар, чьи физические данные, по его представлениям, позволяли ей сыграть женщину-викинга.
Другой иностранной картиной, также снятой на территории Югославии, в которой оказалась занята Беба Лончар, стал англоязычный фильм германского производства: вестерн-мюзикл Шерифом была дама, поставленный Соби Мартином, с молодой актрисой в главной женской роли. Партнёром Лончар стал австрийский поющий актёр Фредди Куинн. В перерывах между съёмками Лочар успела поработать с Миленой Дравич (молодой белградской актрисой, чья карьера напоминала её собственную), Любишей Самарджичем, Борисом Дворником и Мики Миковичем в романтической летней молодёжной комедии Волшебное лето, о мальчиках с Далматинского побережья, соблазняющих девочек-туристок.

### Итальянский период
В 1964 году в карьере Бебы Лочнар начался новый, итальянский, период. Она получила роль в новелле Мауро Болоньини для альманаха в Женщина — это нечто прекрасное. Уже к 21 году она переехала в Рим и продолжила сниматься в итальянском кино.
1965 год стал самым плодотворным в её карьере — она появилась в шести фильмах. В начале весны состоялась премьера комедии Карло Лиццани Селестина, в которой у Лончар была значительная роль, затем последовал эпизод в знаменитой комедии Жерара Ури Разиня, с Луи де Фюнесом и Бурвилем, и работа побольше в комедии Стено Letti sbagliati. В конце лета Бебе Лончар вновь на экране: она играет одну из пассий Марчелло Мастроянни в комедии Марио Моничелли Казанова 70, а затем они с Даниэлой Бьянки воплощают тандем соблазнительниц двух женатых друзей, в исполнении Витторио Гассмана и Адольфо Чели, в приключенческой комедии Лучиано Сальче Слалом. Этот напряженный год Бебе Лончар завершила работой в фильме Массимо Франчиозе Лентяй.
Первые киноработы Бебы Лочнар в Италии задали направление, по которому она, в основном, и продолжила движение в своей карьере, поскольку и режиссёры этой страны, и продюсеры всего мира видели её в ролях экзотической и таинственной прелестницы, как нельзя лучше подходящих для комедий по-итальянски.

## Избранная фильмография
- Девятый круг (1960)
- Любовь и мода (1960)
- И любовь исчезла (1961)
- Корабли викингов (1964)
- Разиня (1965)
- Слалом (1965)
- Казанова 70 (1965)
- Неустрашимый Лакки (1966)
- Птицы, пчелы и итальянцы (1966)
- Резня в чёрном лесу (1967)
- Падающий человек (1968)
- Рапорт Фуллера, база в Стокгольме (1968)
- Некоторые девушки могут (1969)
- Сердце матери (1969)
- Кошечка, кошечка, я люблю тебя (1970)
- Бранкалеоне в крестовых походах (1970)
- Кто убил прокурора и почему? (1972)
- Девушка с лунной кожей (1973)
- Special Squad Shoots on Sight (1976)
- Доносчица (1976)
- Воскресные любовники (1980)

## Личная жизнь
Лончар был замужем за хорватским бизнесменом и светским львом Йосипом «Диканом» Радельяком. Они познакомились в Сплите, в 1970-х. В 1982 году у них родился сын Лео. После родов, в возрасте 39 лет Беба Лончар решила закончить карьеру в кино. В конце 1980-х супруги расстались, поскольку Радельяк увлёкся более молодой актрисой Эной Бегович. После изматывающего судебного процесса, их развод был завершен только к 1994 году, и Радельяк получил опеку над их единственным сыном.
Летом 2000 года, Лончар стала жить с сербским лыжником Стеваном Маринковичем Кничанином, за которого вскоре вышла замуж. В конце 2000 года, она переехала из Рима в родной Белград, где проживает до сих пор. Несмотря на разрыв с кино тридцатилетней давности, Лончар по-прежнему очень популярна в Сербии и в других республиках бывшей Югославии. При этом она ведет очень спокойный, неброский образ жизни и редко дает интервью. Последнее на данный момент относится к июню 2010 года, когда фильму Любовь и мода исполнилось 50 лет.